# Georges de la Falaise
Louis Verrant Gabriel Le Bailly de La Falaise, znany też jako Georges de La Falaise (ur. 24 marca 1866 w Luçon, zm. 8 kwietnia 1910 w Paryżu) – francuski szermierz, mistrz olimpijski, dwukrotny złoty medalista Olimpiady Letniej 1906. Hrabia.
Wystąpił na Letnich Igrzyskach Olimpijskich 1900 w Paryżu. Zdobył złoty medal w szabli amatorów (w finałowej rundzie wygrał sześć z siedmiu pojedynków). Dwukrotnie zajmował też czwartą pozycję (w szpadzie amatorów, oraz w szpadzie amatorów i zawodowców). 
Na Olimpiadzie Letniej 1906 został dwukrotnym złotym medalistą, zwyciężając w szpadzie indywidualnie i drużynowo. Indywidualnie uplasował się na czwartym miejscu w szabli. Na igrzyskach olimpijskich pojawił się jeszcze w 1908 roku, nie zdobywając jednak medalu. Ponownie zajął czwarte miejsce, lecz tym razem w drużynowej szpadzie (indywidualnie był siódmy).
Mistrz Francji w szpadzie (1899, 1903) i szabli (1900, 1906, 1908, 1909).
W 1897 ukończył École spéciale militaire de Saint-Cyr i został porucznikiem kawalerii. Awansowany następnie do stopnia kapitana.